# Evening
Evening (イブニング), initialement Morning Shin Magnum Zōkan, est un magazine de prépublication de mangas bimensuel de type seinen publié par Kōdansha, publié entre 2001 et 2023. Il fait partie de la trilogie « one day » de Kōdansha avec l'hebdomadaire Morning et le mensuel Afternoon.
Les séries du magazine sont à tendance réaliste. Les couvertures du magazine représentent les personnages des séries en cours. Celles des numéros impairs mettent systématiquement en scène Kōsaku Shima, le héros de la série Kachō Shima Kōsaku présent dans le magazine depuis sa création.
Au troisième trimestre 2012, sa circulation était de 129 667 exemplaires par numéro.